# أيفي ماي بيرس
أيفي ماي بيرس (بالإنجليزية: Ivy May Pearce)‏ هي مصممة أزياء وطيارة أسترالية، ولدت في 8 يونيو 1914، وتوفيت في 26 أبريل 1998.